# 模擬市民3：世界歷險記
《模擬市民3：世界歷險記》（中国大陆又译作）是電腦遊戲《模擬市民3》推出的第一部資料片。模擬市民3官方網站於2009年8月宣佈，2009年11月18日於北美推出。
本資料片著重於各地的旅行，類似《模擬市民：歡樂假期》、《模擬市民2：環遊世界》，模擬市民可以前往法國、中國與埃及，在這些地點模擬市民可以參予冒險並賺取冒險獎勵，也可以在新增的技能裡提升等級，如：攝影、武術、釀造花蜜果汁，遊戲也提供了新的物件、社交與個人機會。

## 遊戲概述
玩家創造出一位模擬市民並控制他們的整個生活，管理模擬市民各方面的生活，包括職業、技能和人際關係。世界歷險記的遊戲性質相較於原始片並未有太大程度的改變。
世界歷險記讓玩家可以帶領模擬市民前往埃及、法國、中國，模擬市民可以從事當地的文化活動。在埃及，模擬市民能夠參觀金字塔；在中國，模擬市民能夠施放煙火以及學習武術；在法國，模擬市民能夠釀造花蜜果汁。能夠停留在當地多久的時間取決於簽證等級，簽證等級會隨著完成各種冒險而提升。
世界歷險記主要遊戲特色圍繞在這些被稱為冒險的各種任務，冒險是由各種任務目標相連在一起的一個故事情節，典型目標包括了探索不同的古墓，模擬市民必須發掘出各種障礙以開啟不同的房間。最初，古墓被隱藏在迷霧之中，迷霧會隨著模擬市民進入每個房間而消失，古墓裡有許多解謎要素例如：陷阱、潛井、地板開關。
此外，遊戲包含了複雜的古墓建築元素，玩家可以使用遊戲內的工具，自行設計古墓以及各式機關。
世界歷險記新增三種技能，提供了新的目標與挑戰，武術技能最初可以藉由訓練假人木樁來提升，一旦技能達到一定門檻，模擬市民便可以擊破木板或其它物件的方式來鍛鍊自己。模擬市民可以參予比賽以增加他們的排名，技能等級會以穿在他們身上的服裝、色帶來呈現。此外，遊戲中的武術比較像是日本的柔道（可以從習武的衣服看出），跟中國的武術有點不一樣。
花蜜製作的技能可藉由到花蜜製造商壓製水果來提升，花蜜釀出的品質基於水果的品質以及當地的花蜜製造商。讓花蜜陳年存放在地下室會提高花蜜果汁的價值。
攝影技能基於使用手持相機去拍照，照片的拍攝使用第一人稱視野，遊戲會偵測一張照片裡的主題，遊戲提供了主題列表讓玩家去拍攝。此外，玩家可以選擇各種的相片風格，如全景照片、黑白照片。
遊戲裡的木乃伊，有幾種能力，例如不需睡覺，模擬市民也許會在古墓中遇到而被木乃伊詛咒。
新的地下室建造工具可以建造合適的地下室，並可以建造至多地下四層，此外還能夠在地上建造五層之空間。

## 遊戲音樂
- Audrye Sessions（英语：Audrye Sessions） - "Turn Me Off"
- Broken Hearts Club - "Na Na Na"
- Esmee Denters（英语：Esmee Denters） - "Outta Here"
- Fefe Dobson（英语：Fefe Dobson） - "I Want You"
- Friday Night Boys（英语：Friday Night Boys） - "Can't Take That Away"
- 妮莉·費塔朵 - "Manos al Aire"
- Stefanie Heinzmann（英语：Stefanie Heinzmann） - "No One (Can Ever Change My Mind)"
- 皮克西·洛特 - "Mama Do (Uh Oh, Uh Oh)|Mama Do"
- Madina Lake（英语：Madina Lake） - "Lets Get Outta Here"
- Manchester Orchestra（英语：Manchester Orchestra） - "I've Got Friends"
- Matt and Kim（英语：Matt and Kim）- "Daylight（英语：Daylight (Matt and Kim song)）"
- 凱特·瑪露 - "If the Lights Go Out"
- Metalkpretty - "Wake Up, Wake Up"
- Natalie Portman's Shaved Head（英语：Natalie Portman's Shaved Head） - "Me + Yr Daughter"
- Hot Chelle Rae - "Say"
- 黎安·萊姆絲 - "You've Ruined Me"
- Cassie Steele（英语：Cassie Steele） - "Summer Nights"
- 埃文·陶本菲德 - "Pumpkin Pie"
- Young Punx（英语：Young Punx） - "Juice and Sim"

## 評價
根據銷售圖表統計，《模擬市民3：世界歷險記》被列為2009年十大暢銷遊戲的第七位。《模擬市民3》被列為2009年最暢銷遊戲。

## 外部連結
- 模擬市民3：世界歷險記官方網站 （英文）